# Manche Masemola

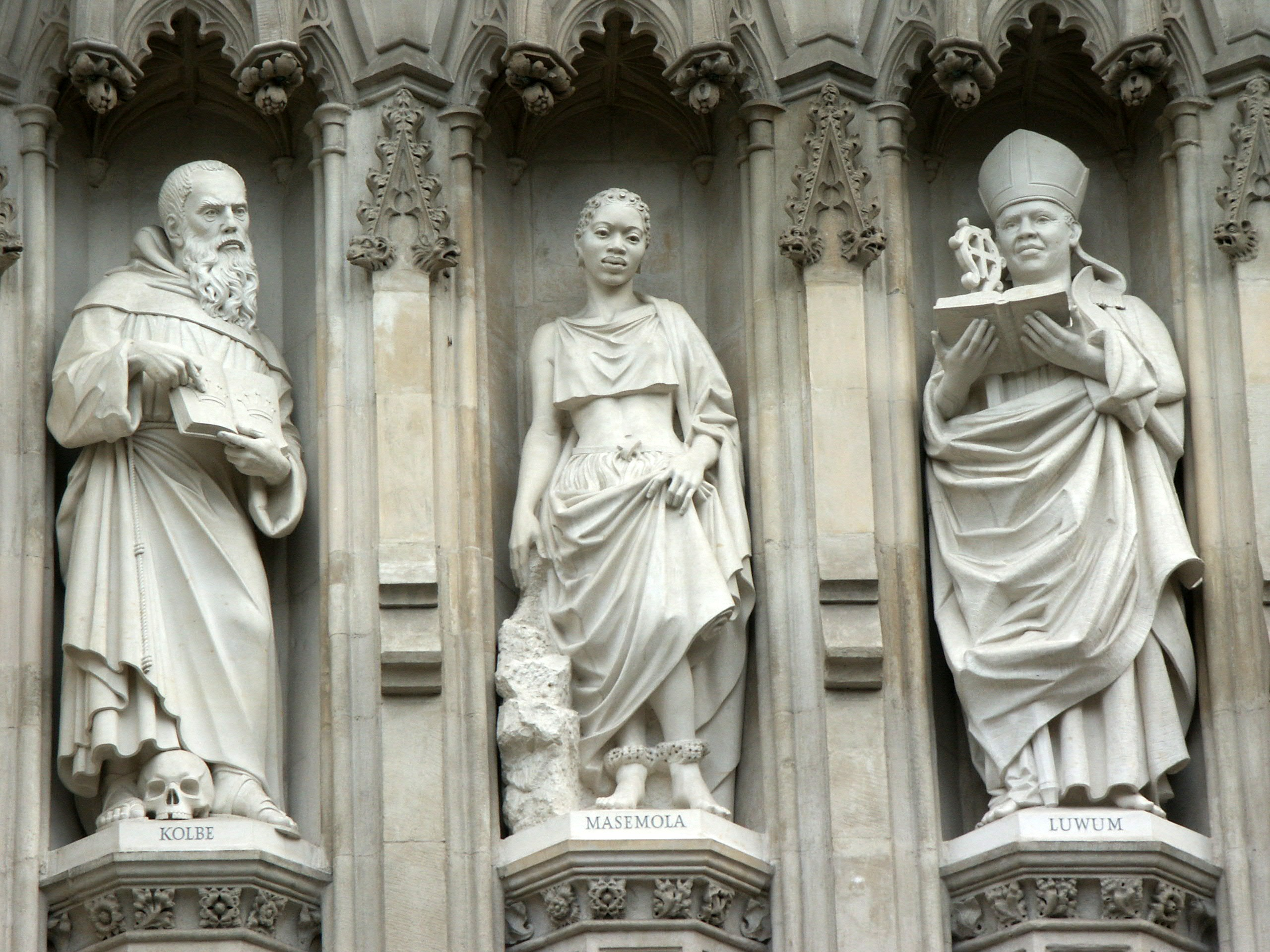
Statue von Manche Masemola (Mitte) – Westminster Abbey

Manche Masemola (* 1913 in Marishane; † 4. Februar 1928) ist eine christliche Märtyrerin, die wegen ihres Glaubens von ihren Eltern, die einer traditionellen afrikanischen Religion anhingen, ermordet wurde. Sie gehörte dem Pedi-Stamm an und lebte in Marishane, Sukhukhuneland, einem kleinen Dorf unweit von Pietersburg (heute Polokwane) in der damaligen Provinz Transvaal, Südafrika.

## Leben und Märtyrertod
Masemola, deren Geburtstag nicht genau bekannt ist, wuchs bei ihren Eltern auf, zusammen mit zwei Brüdern, ihrer Schwester Mabule und einer Cousine, Lucia. Sie erhielt keine Schulbildung, sondern half der Familie bei der Arbeit auf dem kargen Land und im Haushalt.
Durch die Arbeit von zunächst deutschen und später englischen Missionaren war bis Anfang des 20. Jahrhunderts unter den Pedi eine christliche Minderheit entstanden, welche von den restlichen Stammesmitgliedern, die weiterhin der traditionellen Stammes-Religion anhingen, beargwöhnt wurde. In Marishane stand der Dorfchef der Arbeit von Missionaren aller Kirchen offen gegenüber. 1919 hatte Bruder Augustine Moeka von der anglikanischen Ordensgemeinschaft Community of the Resurrection eine Missionsstation in dem Dorf aufgebaut. Durch seine Verkündigung kamen Manche Masemola und ihre Cousine Lucia mit dem Christentum in Berührung. Sie begannen zur Vorbereitung der Taufe zweimal wöchentlich Unterricht über den christlichen Glauben zu besuchen.
Masemolas Eltern befürchteten, dass ihre Tochter sie verlassen könnte und deshalb nicht den für sie ausgesuchten Mann heiraten würde, wodurch ihnen eine wichtige Geldquelle verloren gehen würde. Sie versuchten, ihre Tochter von dem eingeschlagenen Weg abzubringen, was ihnen jedoch nicht gelang. Als Verbote nicht fruchteten, begannen sie, ihre Tochter zu schlagen, u. a. jedes Mal, wenn sie von einem Besuch der Kirche nach Hause kam. Auch versteckte ihre Mutter Masemolas Kleider, um sie davon abzuhalten, den christlichen Unterricht zu besuchen. In der Annahme, sie sei verzaubert, wurde sie von ihren Eltern zu einem Geisterpriester gebracht, der ihr ein traditionelles Heilmittel verordnete. Ihre Eltern zwangen Masemola durch Schläge, die Medizin einzunehmen. Mehrmals erwähnte Masemola gegenüber ihrer Cousine und ihrem Bruder Moeka ihre Befürchtung, dass ihre Eltern sie umbringen würden.
Am oder um den 4. Februar 1928 wurde Manche Masemola von ihren Eltern an einen einsamen Ort gebracht und ermordet. Sie wurde neben einem Granitblock an einem abgelegenen Hang begraben, ohne getauft worden zu sein. Nur wenige Tage später erkrankte ihre Schwester Mabule und starb bald darauf im nahegelegenen Missionskrankenhaus Jane Furse. Mabule wurde in der Nähe ihrer Schwester beerdigt. Über 40 Jahre später, 1969, wurde Masemolas Mutter getauft.

## Gedenken
Masemola wurde innerhalb von weniger als zehn Jahren durch die Anglikanische Kirche des südlichen Afrikas zur Märtyrerin erklärt. In den Jahren 1935, 1941 und 1949 pilgerten kleine Gruppen von Christen zu Masemolas Grab. 1975 wurde sie als Heilige kanonisiert und für den 4. Februar in den Heiligenkalender dieser Teilkirche aufgenommen. Inzwischen pilgern jährlich im August Hunderte zu ihrem Grab.
Masemola ist eine der zehn Märtyrer des 20. Jahrhunderts aus aller Welt, die als Statuen über dem Westportal der Westminster Abbey in London abgebildet sind. Die von John Roberts gestaltete Statue von Manche Masemola wurde 1998 der Öffentlichkeit vorgestellt.
Im November 2017 enthüllte die Regierung der Provinz Limpopo ein neu gestaltetes Monument an der Stelle, an der Masemola starb.
In Namakgale wurde eine anglikanische Kirche nach Manche Masemola benannt.